# 常泉寺 (福島市)
常泉寺（じょうせんじ）は、福島県福島市飯坂町にある曹洞宗の寺院。山号は厳湯山。

## 概要
慶長元年 (1595年)の開山。福島城下の長楽寺5世の僧、立質金祝の創立と伝えられている。江戸時代に囲碁で名声を誇った本因坊秀伯の墓があることで知られている。
2008年に生家佐藤家の菩提寺である常泉寺に墓碑と顕彰碑が建立された。これを記念し2009年に福島市内で第1回本因坊秀伯囲碁まつりが開催された。

## 所在地
所在地
- 福島県福島市飯坂町字西滝ノ町4番地

交通
- 鉄道
  - 飯坂温泉駅（福島交通) 徒歩7分（経路案内）